# CaixaForum Barcelona
CaixaForum est un centre culturel géré par la fondation « La Caixa ». Il se situe au pied de la colline de Montjuïc à Barcelone et occupe l'ancienne usine textile Casaramona, de style moderniste, conçue par l'architecte Josep Puig i Cadafalch au début du XXe siècle et réhabilitée ensuite pour son nouvel usage en tant que centre culturel.

## Édifice

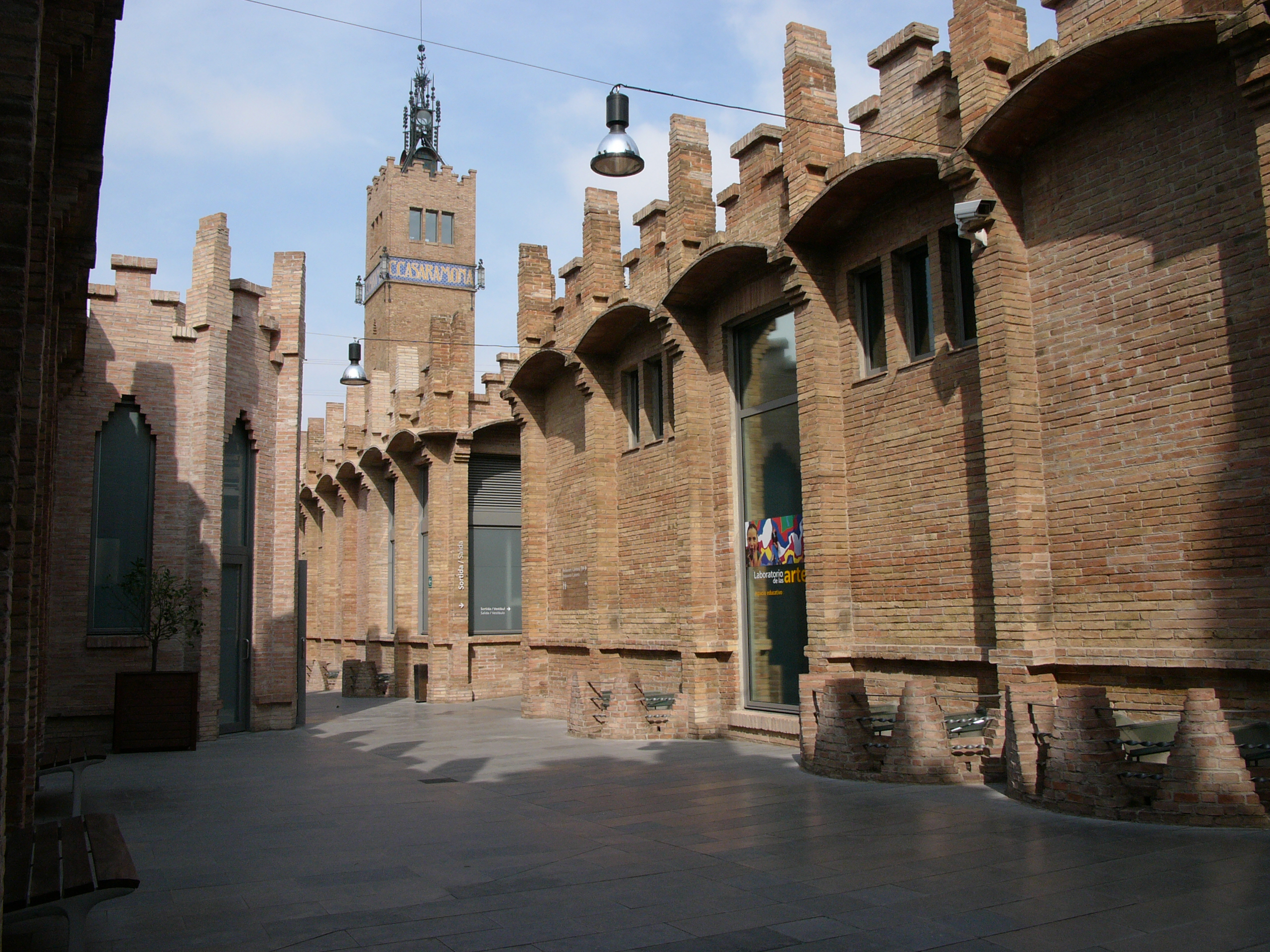
Aspect contemporain de la fabrique Casaramona après transformation.

L'édifice abritait les ateliers de transformation industrielle de coton de Casimir Casaramona i Puigcercós, industriel textile, spécialisé dans la réalisation de couvertures et de serviettes. Il fut construit pour remplacer les précédentes installations de l'industriel.
Casaramona chargea Josep Puig i Cadafalch, un des principaux architectes du modernisme catalan, qui conçut une usine modèle, une construction horizontale faite d'un ensemble de nefs de plain pied et d'un système de rues internes pour faciliter la manutention. Les rues servaient également de coupe-feu, comme à l'hôpital de Sant Pau.
La fondation "La Caixa" acquit les bâtiments en 2002 et les restaura pour accueillir le centre culturel actuel.

## Principales expositions

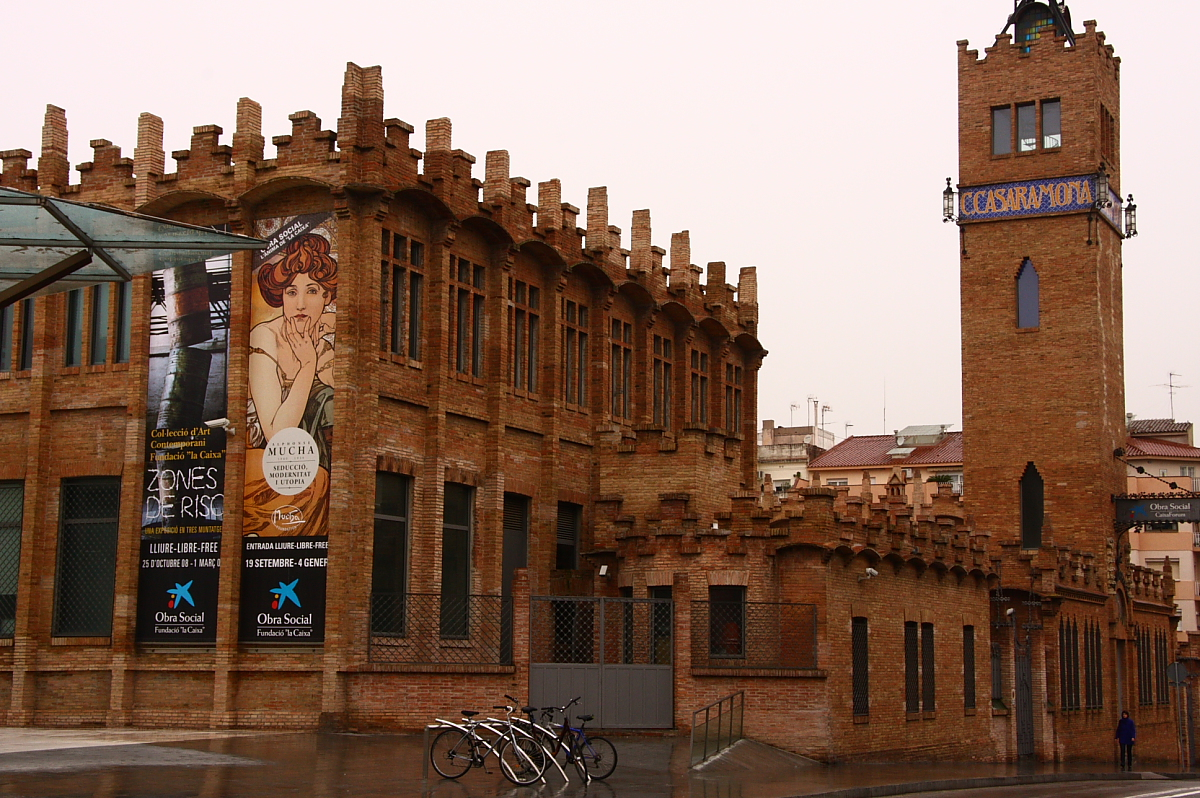
Extérieur de l'édifice durant l'exposition Alphonse Mucha.

Le centre est consacré depuis sa création aux expositions temporaires, et en a accueilli plusieurs centaines en 2013. Les plus importantes par nombre de visiteurs sont :
- Dalí. Culture de masse (2004)
- Miquel Barceló. 1983-2009. La solitude organisative (2010-2011)
- Rodin et la révolution de la sculpture. De Camille Claudel à Giacometti (2004-2005)
- Rubens, Van Dyck, Jordaens... Maîtres de la peinture flamande du XVIIe siècle dans les collections du Musée de l'Ermitage (2003-2004)
- Henri Cartier-Bresson. Rétrospective (2003-2004)
- Impressionnistes. Maîtres français de la collection Clark (2011-2012)
- Collection d'Art Contemporain Fundación "la Caixa" (exposition inaugurale) (2002)
- Alphonse Mucha (1860-1939), séduction, modernité et utopie (2008-2009)
- De Renoir à Picasso. Œuvres maîtresses du musée de l'Orangerie, Paris (2002)
- Lucian Freud (2002-2003)